# Mercedes-Benz W177
Mercedes-Benz W177 (eller Mercedes-Benz A-klass) är en personbil som den tyska biltillverkaren Mercedes-Benz introducerade på Internationella bilsalongen i Genève i mars 2018.
Versioner:
| Modell    | Årsmodell | Motor                      | Cylindervolym | Effekt | Bränsle                            |
| --------- | --------- | -------------------------- | ------------- | ------ | ---------------------------------- |
| A160 d    | 2019-20   | OM607: 4-cyl radmotor DOHC | 1461 cm³      | 95 hk  | Common rail turbodiesel            |
| A180 d    | 2018-20   | OM607: 4-cyl radmotor DOHC | 1461 cm³      | 116 hk | Common rail turbodiesel            |
| A180 d    | 2021-     | OM654: 4-cyl radmotor DOHC | 1950 cm³      | 116 hk | Common rail turbodiesel            |
| A200 d    | 2019-     | OM654: 4-cyl radmotor DOHC | 1950 cm³      | 150 hk | Common rail turbodiesel            |
| A220 d    | 2019-     | OM654: 4-cyl radmotor DOHC | 1950 cm³      | 190 hk | Common rail turbodiesel            |
| A160      | 2019-22   | M282: 4-cyl radmotor DOHC  | 1332 cm³      | 109 hk | Direktinsprutning, turbo           |
| A180      | 2019-     | M282: 4-cyl radmotor DOHC  | 1332 cm³      | 136 hk | Direktinsprutning, turbo           |
| A200      | 2018-     | M282: 4-cyl radmotor DOHC  | 1332 cm³      | 163 hk | Direktinsprutning, turbo           |
| A220      | 2019-     | M260: 4-cyl radmotor DOHC  | 1991 cm³      | 190 hk | Direktinsprutning, turbo           |
| A250      | 2018-     | M260: 4-cyl radmotor DOHC  | 1991 cm³      | 224 hk | Direktinsprutning, turbo           |
| A250 e    | 2020-     | M282: 4-cyl radmotor DOHC  | 1332 cm³      | 218 hk | Direktinsprutning, turbo + elmotor |
| AMG A35   | 2019-     | M260: 4-cyl radmotor DOHC  | 1991 cm³      | 306 hk | Direktinsprutning, turbo           |
| AMG A45   | 2020-22   | M139: 4-cyl radmotor DOHC  | 1991 cm³      | 387 hk | Direktinsprutning, turbo           |
| AMG A45 S | 2020-     | M139: 4-cyl radmotor DOHC  | 1991 cm³      | 421 hk | Direktinsprutning, turbo           |